# Zixi Zhen
Zixi Zhen (kinesiska: 紫溪, 紫溪镇) är en köping i Kina. Den ligger i provinsen Yunnan, i den sydvästra delen av landet, omkring 120 kilometer väster om provinshuvudstaden Kunming. Antalet invånare är 13 341. Befolkningen består av 6 482 kvinnor och 6 859 män. Barn under 15 år utgör 17,0 %, vuxna 15-64 år 73 %, och äldre över 65 år 8,0 %.
Genomsnittlig årsnederbörd är 846 millimeter. Den regnigaste månaden är juli, med i genomsnitt 185 mm nederbörd, och den torraste är januari, med 5 mm nederbörd.